# Scottville (Michigan)
Scottville is een plaats (city) in de Amerikaanse staat Michigan, en valt bestuurlijk gezien onder Mason County.

## Demografie
Bij de volkstelling in 2000 werd het aantal inwoners vastgesteld op 1266.
In 2006 is het aantal inwoners door het United States Census Bureau geschat op 1262, een daling van 4 (-0,3%).

## Geografie
Volgens het United States Census Bureau beslaat de plaats een oppervlakte van
3,8 km², geheel bestaande uit land. Scottville ligt op ongeveer 211 m boven zeeniveau.

## Plaatsen in de nabije omgeving
De onderstaande figuur toont nabijgelegen plaatsen in een straal van 24 km rond Scottville.